# John Badcock
John Charles "Felix" Badcock, né le 17 janvier 1903 à West Ham et mort le 29 mai 1976 à Petersfield, est un rameur d'aviron britannique.

## Biographie
Il remporte la médaille d'argent du huit aux Jeux olympiques d'été de 1928 à Amsterdam et la médaille d'or du quatre sans barreur aux Jeux olympiques d'été de 1932 à Los Angeles.
En 1934, il épouse la nageuse olympique Joyce Cooper avec lequel il a deux fils, Felix et David.